# South East Melbourne Magic
Le South East Melbourne Magic est un ancien club australien de basket-ball basé dans la ville de Melbourne. Le club évoluait en National Basketball League, le plus haut niveau du pays. Il a fusionné en 1998 avec le club rival des North Melbourne Giants, donnant naissance aux Victoria Titans. Le club était lui-même le fruit de la fusion des Southern Melbourne Saints et des Eastside Spectres.

## Palmarès
- Vainqueur de la National Basketball League : 1992, 1996

## Entraîneurs successifs
- 1992-1998 :  Brian Goorjian

## Joueurs célèbres ou marquants
- Chris Anstey
- Sam Mackinnon
- Jason Smith